# داريو كابرول
داريو كابرول (بالإسبانية: Darío Cabrol) هو لاعب كرة قدم أرجنتيني في مركز الوسط، ولد في 31 يناير 1972 في سانتا في في الأرجنتين. لعب مع أتليتيكو توكومان ونادي أتليتيكو كولون ونادي أونيفرسيداد دي تشيلي ونادي إيميلك ونادي بين أور ونادي تولوز ونادي راسينغ ونادي لانوس وهوراكان ويونيون دي سانتا في.

## وصلات خارجية
- داريو كابرول على موقع قاعدة بيانات كرة القدم.إي يو (الإنجليزية)
- داريو كابرول على موقع عالم كرة القدم.نت (الإنجليزية)